# Décès en septembre 2008
Décès
- 2004
- 2005
- 2006
- 2007
- 2008
- 2009
- 2010
- 2011
- 2012

Pour une information complémentaire, voir la page d'aide.

## Septembre 2008
| Date          | Nom                       | Activités | Âge | Source |
| ------------- | ------------------------- | --- | --- | ------ |
| 1er septembre | Thomas J. Bata (en)       | Entrepreneur canadien d'origine tchèque. Ancien président de la société des Chaussures Bata.                                                           | 93  |        |
| 1er septembre | Don LaFontaine            | Acteur américain. | 68  |        |
| 1er septembre | Jerry Reed                | Chanteur américain, auteur, compositeur, interprète de musique country.                                                                                | 71  |        |
| 1er septembre | Oded Schramm              | Mathématicien israélien. | 46  |        |
| 2 septembre   | Joey Giardello            | Boxeur américain. Champion du monde des poids moyens de 1963 à 1965.                                                                                   | 78  |        |
| 2 septembre   | Mark "Papa" Guardado (en) | Président américain des Hells Angels chapitre de San Francisco.                                                                                        | 46  |        |
| 2 septembre   | Bill Melendez             | Producteur, réalisateur, scénariste, acteur et animateur américain.                                                                                    | 91  |        |
| 3 septembre   | Lalla Bahia               | Épouse de feu SM Mohammed V du Maroc et mère de SAR la Princesse Lalla Amina.                                                                          | ?   |        |
| 3 septembre   | Françoise Demulder        | Photographe française. | 61  |        |
| 3 septembre   | Géo Voumard               | Pianiste de jazz suisse. Cofondateur du Festival de Jazz de Montreux.                                                                                  | 87  |        |
| 4 septembre   | Marcelle Devaud           | Femme politique française. Première femme vice-présidente du Sénat.                                                                                    | 100 |        |
| 4 septembre   | Pierre Van Dormael        | Guitariste de jazz belge. Frère du réalisateur Jaco Van Dormael.                                                                                       | 56  |        |
| 4 septembre   | André Garrigue            | Joueur de rugby à XV français. Ancien vice-président de la FFR et du conseil général du Tarn-et-Garonne.                                               | 76  |        |
| 4 septembre   | Alain Jacquet             | Peintre français. | 69  |        |
| 4 septembre   | Erik Nielsen              | Homme politique canadien. | 84  | (en)   |
| 5 septembre   | Thupten Jigme Norbu       | Lama tibétain. Frère du dalaï-lama. | 86  |        |
| 6 septembre   | Antonio Innocenti         | Cardinal italien de l'Église catholique. | 93  |        |
| 6 septembre   | Anita Page                | Actrice américaine. | 98  |        |
| 6 septembre   | Mike Swoboda (en)         | Homme politique américain, maire de Kirkwood au Missouri.                                                                                              | 69  |        |
| 7 septembre   | Michel Dreyfus-Schmidt    | Homme politique français. Sénateur du territoire de Belfort.                                                                                           | 76  |        |
| 7 septembre   | Gregory Mcdonald          | Écrivain américain. | 71  |        |
| 8 septembre   | Albert Lévy               | Journaliste français. Un des fondateurs du MRAP. | 86  |        |
| 8 septembre   | Evan Tanner (en)          | Champion américain de combat libre (Ultimate Fighting Championship).                                                                                   | 37  |        |
| 8 septembre   | Hector Zazou              | Compositeur et producteur français. | 60  |        |
| 9 septembre   | Jacob Lekgetho            | Footballeur international sud-africain. | 34  |        |
| 9 septembre   | Richard Monette           | Acteur et metteur en scène canadien. | 64  |        |
| 9 septembre   | Warith Deen Muhammad      | Leader musulman américain. Fils de Elijah Muhammad. | 74  |        |
| 9 septembre   | Nouhak Phoumsavanh        | Président du Laos de 1992 à 1998. | 98  |        |
| 9 septembre   | Solange Troisier          | Ancienne députée française. | 89  |        |
| 10 septembre  | Gérald Beaudoin           | Professeur de droit et homme politique canadien. | 79  |        |
| 10 septembre  | Vernon Handley            | Chef d’orchestre britannique. | 77  |        |
| 11 septembre  | Bennett Campbell          | Homme politique canadien. Premier ministre de la province de l'Île-du-Prince-Édouard de 1978 à 1979.                                                   | 65  |        |
| 11 septembre  | Klaus Johann Jacobs       | Entrepreneur suisse. | 71  |        |
| 11 septembre  | Yan Thomas                | Juriste et historien du droit français. Directeur d'études à l'École des hautes études en sciences sociales.                                           | 65  |        |
| 12 septembre  | Simon Hantaï              | Peintre français d'origine hongroise. | 85  |        |
| 12 septembre  | David Foster Wallace      | Écrivain américain. | 46  |        |
| 13 septembre  | Peter Camejo              | Homme politique américain. Candidat à la présidence en 1976 et à la vice-présidence en 2004.                                                           | 68  |        |
| 13 septembre  | Olin Stephens             | Architecte naval américain. | 100 |        |
| 14 septembre  | Gennady Troshev           | Militaire russe. Commandant de la Seconde guerre de Tchétchénie.                                                                                       | 61  |        |
| 15 septembre  | Georges Andriamanantena   | Poète malgache. | 85  |        |
| 15 septembre  | Marion Dewar              | Femme politique canadienne. Mairesse de la ville d'Ottawa de 1979 à 1985.                                                                              | 80  |        |
| 15 septembre  | Richard Wright            | Musicien britannique. Claviériste du groupe de rock progressif Pink Floyd.                                                                             | 65  |        |
| 16 septembre  | Norman Whitfield          | Compositeur et producteur américain. | 65  |        |
| 17 septembre  | James Crumley             | Écrivain américain. | 68  |        |
| 17 septembre  | Didier Dagueneau          | Vigneron français. | 52  |        |
| 17 septembre  | Fausto Gardini            | Joueur de tennis italien. | 78  |        |
| 17 septembre  | Robert Jarry              | Homme politique français. Maire du Mans de 1977 à 2001.                                                                                                | 83  |        |
| 17 septembre  | Humberto Solás            | Cinéaste cubain. | 66  |        |
| 18 septembre  | Anne-Marie Dupuy          | Femme politique française. Directrice de cabinet du Président Pompidou, maire de Cannes de 1983 à 1989.                                                | 88  |        |
| 18 septembre  | Mauricio Kagel            | Compositeur, chef d’orchestre et metteur en scène germano-argentin.                                                                                    | 76  |        |
| 18 septembre  | Ron Lancaster (en)        | Joueur américain de football canadien. Quart arriere d'Ottawa et de Saskatchewan dans la LCF.                                                          | 69  |        |
| 18 septembre  | Jean Marsaudon            | Homme politique français. Député de l'Essonne et maire de Savigny-sur-Orge.                                                                            | 62  |        |
| 18 septembre  | Florestano Vancini        | Réalisateur et scénariste italien. | 82  |        |
| 19 septembre  | Ned Harkness              | Entraîneur canadien de hockey sur glace. | 87  |        |
| 19 septembre  | Jun Ichikawa              | Réalisateur et scénariste japonais. | 59  |        |
| 19 septembre  | Earl Palmer               | Batteur américain. A joué avec, entre autres, Frank Sinatra, Fats Domino et Little Richard.                                                            | 83  |        |
| 19 septembre  | Marcel Wacheux            | Homme politique français. Député de 1981 à 1993 et maire de Bruay-la-Buissière de 1965 à 1989.                                                         | 78  |        |
| 20 septembre  | Hermelinda Urvina         | Aviatrice équatorienne | 102 |        |
| 20 septembre  | Ivo Žďárek                | Diplomate tchèque. Ambassadeur de la République tchèque au Pakistan.                                                                                   | 47  |        |
| 21 septembre  | Freddy Hausser            | Réalisateur français de télévision. | 71  |        |
| 21 septembre  | Dingiri Banda Wijetunga   | Homme politique sri lankais. Président du Sri Lanka de 1993 à 1994.                                                                                    | 91  |        |
| 22 septembre  | Georges Debunne           | Syndicaliste belge. Ancien secrétaire général de la FGTB.                                                                                              | 90  |        |
| 22 septembre  | Thomas Dörflein           | Gardien de zoo allemand. "Père adoptif" de l'ourson Knut au zoo de Berlin.                                                                             | 44  |        |
| 22 septembre  | Marie-Claude Lorne        | Philosophe française | 39  |        |
| 23 septembre  | Rudolf Illovszky          | Footballeur hongrois. Sélectionneur de l'équipe de Hongrie de football de 1966 à 1967 puis de 1971 à 1974.                                             | 86  |        |
| 24 septembre  | André Boyer               | Homme politique français. Sénateur du Lot. | 77  |        |
| 24 septembre  | Vice Vukov                | Chanteur, éditorialiste et homme politique yougoslave puis croate.                                                                                     | 72  | (sh)   |
| 25 septembre  | Michel Modo               | Acteur français. Interprète de nombreuses voix dans Les Simpson.                                                                                       | 71  |        |
| 25 septembre  | Horatiu Radulescu         | Compositeur roumain. | 66  |        |
| 25 septembre  | Patrick d'Udekem d'Acoz   | Aristocrate belge. Père de Mathilde d'Udekem d'Acoz, épouse de Philippe de Belgique.                                                                   | 72  |        |
| 26 septembre  | Michel Boscher            | Homme politique français. Ancien député, maire d’Évry de 1947 à 1977.                                                                                  | 85  |        |
| 26 septembre  | Géza Kalocsay             | Footballeur international et entraîneur hongrois. | 95  | (hu)   |
| 26 septembre  | Raymond Macherot          | Auteur belge de bandes dessinées. | 84  |        |
| 26 septembre  | Bryan Morrison (en)       | Ancien manager de Pink Floyd et de The Pretty Things.                                                                                                  | 66  |        |
| 26 septembre  | Marc Moulin               | Musicien et humoriste belge. | 66  |        |
| 26 septembre  | Paul Newman               | Acteur américain. | 83  |        |
| 27 septembre  | Mahendra Kapoor           | Chanteur de playbacks indien. | 74  |        |
| 27 septembre  | Marcello Tommasi          | Peintre et sculpteur italien | 80  | (it)   |
| 28 septembre  | Georges Adda              | Homme politique et syndicaliste tunisien. | 92  |        |
| 28 septembre  | Adolf Branald             | Écrivain tchèque. | 97  |        |
| 28 septembre  | Malalaï Kakar             | Policière afghane. | 40  |        |
| 28 septembre  | Abdelkrim Al Khatib       | Homme politique marocain. Plusieurs fois ministre. | 87  |        |
| 28 septembre  | Roger Vanderfield (en)    | Ancien président australien de l’International Rugby Board.                                                                                            | 80  |        |
| 29 septembre  | Francisco Gonzales León   | Footballeur péruvien. | 61  |        |
| 29 septembre  | Relus ter Beek (en)       | Homme politique néerlandais. Commissaire de la Reine dans la Drenthe depuis 1995.                                                                      | 64  |        |
| 29 septembre  | Bohumil Smolik            | Ancien international de football tchèque. | 65  |        |
| 30 septembre  | Pierre Raynal             | Médecin et homme politique français. Député du Cantal de 1969 à 1993, ancien président du conseil général du Cantal et ancien maire de Chaudes-Aigues. | 88  |        |